# Brunelliaceae
Brunelliaceae là danh pháp khoa học của một họ thực vật nhỏ chứa các loài cây gỗ, bản địa của khu vực nhiệt đới Tây bán cầu. Họ này hiện tại đã biết chứa khoảng từ 45 tới 57 loài, phân bố trong 1 chi có danh pháp Brunellia Ruiz & Pav., 1794, bản địa của khu vực miền núi thuộc Trung Mỹ, Tây Ấn và miền bắc Nam Mỹ, từ miền nam México tới Bolivia.

## Mô tả
Họ Brunelliaceae có thể được nhận ra bởi lớp lông màu nâu rậm rạp của chúng, các cành con to, dẹp, các lá kép lẻ hình lông chim mọc đối hay mọc vòng với các lá chét có khía răng cưa và có lá kèm nhỏ. Các lá kèm nhỏ mọc thành đôi trên thân cây, giống như ở họ Cunoniaceae (vì thế trong hệ thống APG 1998 nó được coi là từ đồng nghĩa của họ này). Chúng là cây với hoa hoặc là lưỡng tính hoặc là đơn tính khác gốc hay thậm chí là đơn tính khác gốc hoa cái. Hoa mọc thành cụm hình xim, không cánh và có các lá noãn tách biệt cùng các đầu nhụy dài chạy xuống dưới, quả là một nhóm các quả đại có lông tơ, chứa 1 hay 2 hạt có rãnh quả màu đỏ, giống như áo hạt chạy xuống ở một bên.

## Các loài
Danh sách loài lấy theo Plants of the World Online.
1. Brunellia acostae Cuatrec., 1954 - Panama, Colombia, Ecuador.
2. Brunellia acutangula Bonpl., 1808 - Venezuela, Colombia.
3. Brunellia amayensis C.I.Orozco, 1986 - Colombia.
4. Brunellia boliviana Britton ex Rusby, 1893 - Bolivia.
5. Brunellia boqueronensis Cuatrec., 1970 - Colombia.
6. Brunellia briquetii Baehni, 1938 - Peru.
7. Brunellia brunnea J.F.Macbr., 1934 - Cusco (Peru).
8. Brunellia cayambensis Cuatrec., 1970 - Colombia, Ecuador.
9. Brunellia comocladifolia Bonpl., 1808 - Tây Ấn, Colombia, Ecuador, Venezuela.
10. Brunellia costaricensis Standl, 1927 - Costa Rica, Panama.
11. Brunellia cutervensis Cuatrec., 1985 - Peru.
12. Brunellia cuzcoensis Cuatrec., 1970 - Peru.
13. Brunellia dichapetaloides J.F.Macbr., 1934 - Peru.
14. Brunellia dulcis J.F.Macbr., 1934 (gồm cả B. cuatrecasasiana) - Peru.
15. Brunellia ecuadoriensis Cuatrec., 1951 - Ecuador.
16. Brunellia elliptica Cuatrec., 1942 - Colombia.
17. Brunellia espinalii Cuatrec., 1985 - Colombia.
18. Brunellia ephemeropetala C.I.Orozco & Á.J.Pérez, 2017 - Ecuador.
19. Brunellia farallonensis Cuatrec., 1970 - Colombia.
20. Brunellia foreroi C.I.Orozco, 1981 - Ecuador.
21. Brunellia glabra Cuatrec., 1954 - Colombia.
22. Brunellia goudotii Tul., 1847. - Colombia.
23. Brunellia hexasepala Loes., 1906 - Peru.
24. Brunellia hygrothermica Cuatrec., 1951 - Colombia.
25. Brunellia inermis Ruiz & Pav., 1794 - Peru. Loài điển hình của chi.
26. Brunellia integrifolia Szyszyl., 1894 - Colombia, Venezuela, Bolivia.
27. Brunellia latifolia Cuatrec., 1945 - Colombia.
28. Brunellia littlei Cuatrec., 1954 - Colombia, Ecuador.
29. Brunellia lobinii Böhnert & Weigend, 2017 - Peru.
30. Brunellia macrophylla Killip & Cuatrec., 1942 (gồm cả B. almaguerensis) - Colombia.
31. Brunellia mexicana Standl., 1927 - Từ trung Mexico đến Nicaragua.
32. Brunellia morii Cuatrec., 1985 - Panama.
33. Brunellia neblinensis Steyerm. & Cuatrec., 1987 - Bang Amazonas (Venezuela).
34. Brunellia occidentalis Cuatrec, 1945. - Colombia.
35. Brunellia oliveri Britton, 1889 - Bolivia.
36. Brunellia ovalifolia Bonpl., 1808 - Ecuador.
37. Brunellia pallida Cuatrec., 1941 - Colombia.
38. Brunellia pauciflora Cuatrec. & C.I.Orozco, 1992 - Carchi (Ecuador).
39. Brunellia penderiscana Cuatrec., 1970 - Colombia.
40. Brunellia pitayensis Cuatrec., 1985 - Colombia.
41. Brunellia propinqua Kunth, 1824 (gồm cả B. colombiana) - Colombia.
42. Brunellia putumayensis Cuatrec., 1941 - Colombia.
43. Brunellia racemifera Tul., 1847 - Colombia.
44. Brunellia rhoides Rusby, 1907 - Bolivia.
45. Brunellia rufa Killip & Cuatrec., 1941 - Colombia.
46. Brunellia sibundoya Cuatrec., 1942 (gồm cả B. antioquensis, B. coroicoana) - Colombia, Ecuador.
47. Brunellia standleyana Cuatrec., 1970 - Costa Rica, Panama, Colombia.
48. Brunellia stenoptera Diels, 1940 - Ecuador.
49. Brunellia stuebelii Hieron., 1895 - Colombia.
50. Brunellia subsessilis Killip & Cuatrec., 1954 - Colombia.
51. Brunellia susaconensis (Cuatrec.) C.I.Orozco, 2015 - Colombia. Tách ra từ B. propinqua.
52. Brunellia tomentosa Bonpl., 1808 - Colombia, Ecuador.
53. Brunellia trianae Cuatrec., 1945 - Colombia.
54. Brunellia trigyna Cuatrec., 1942 Colombia, Venezuela.
55. Brunellia velutina Cuatrec., 1951 (gồm cả B. hiltyana) - Colombia.
56. Brunellia weberbaueri Loes., 1906 - Peru.
57. Brunellia zamorensis Steyerm, 1964 - Ecuador.

## Hình ảnh

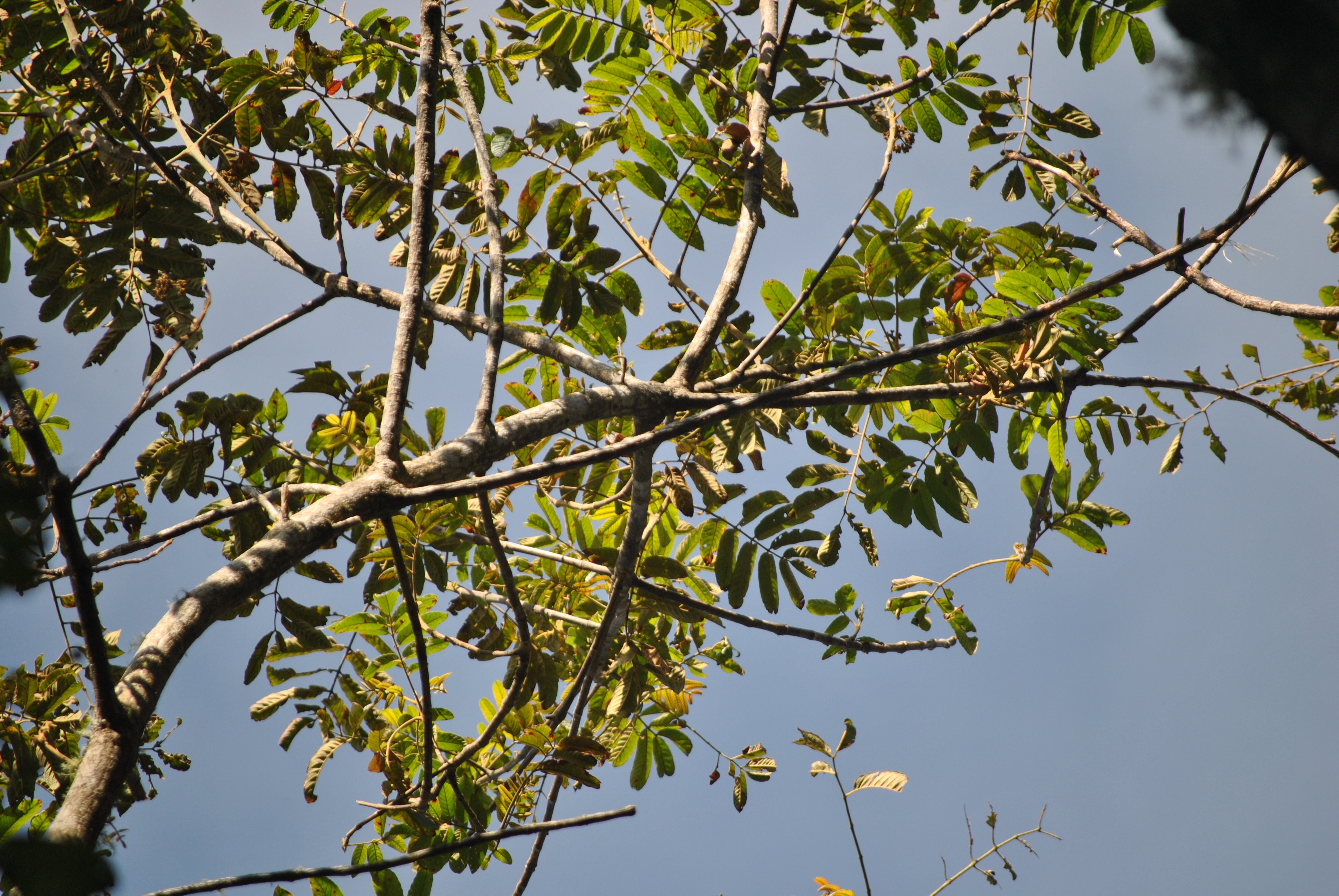
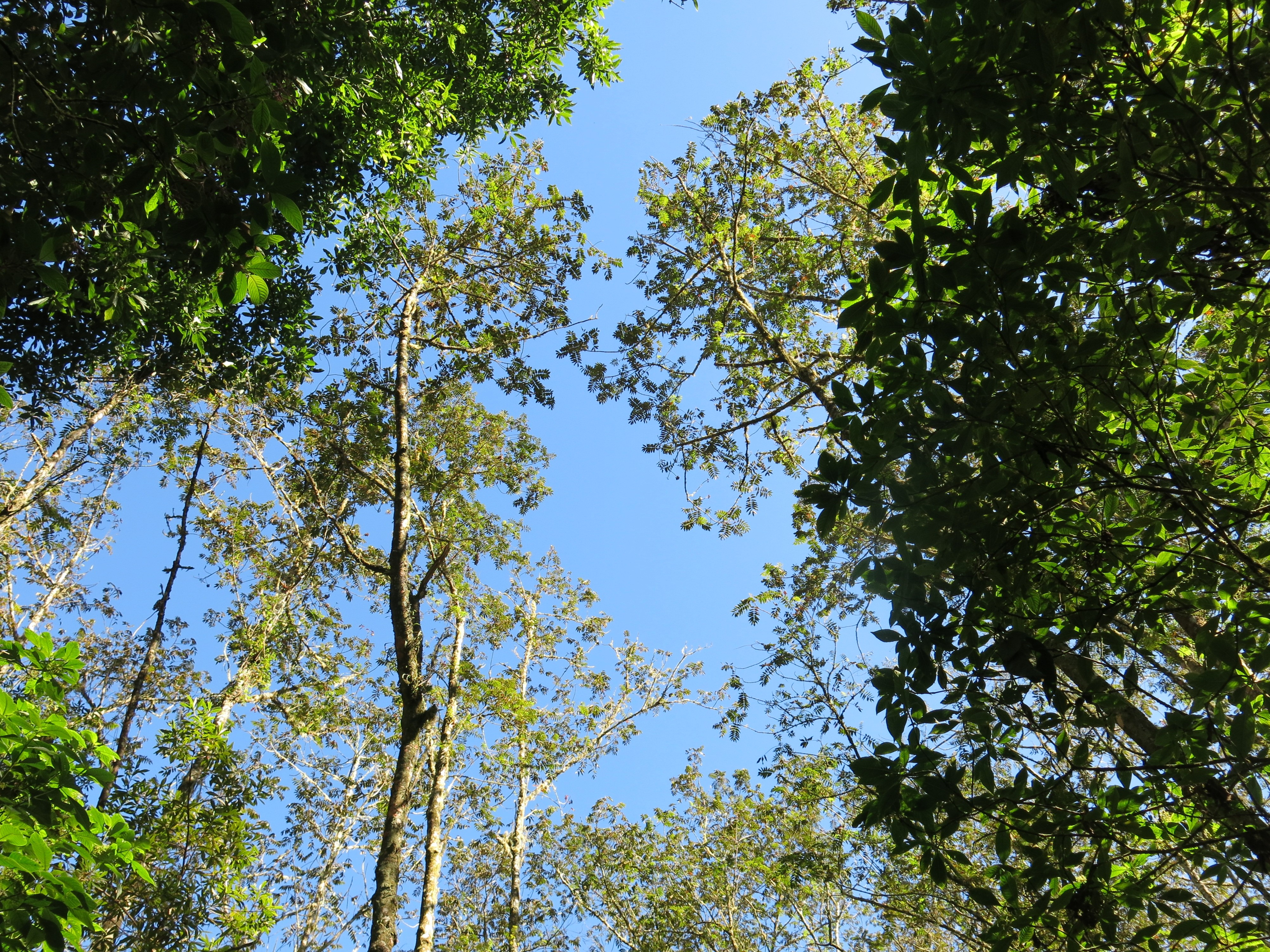